# Sex Peak
Sex Peak je horský vrchol v Sanders County v Montaně ve Spojených státech. Nachází se v Kootenai National Forest. Má nadmořskou výšku 1 753 metrů.
Rozhovor mezi úředníkem parku a lesníkem o sexu údajně způsobil, že byl vybrán pro horu název Sex Peak.
Na vrcholu Sex Peak stojí vyhlídková stanice Sex Peak, vyřazená požární rozhledna, která je nyní k dispozici k pronájmu pro noční rekreační návštěvy United States Forest Service.